# ニュースピムGAM杯女子囲碁最強戦
ニュースピムGAM杯女子囲碁最強戦（ニュースピムGAMはい じょしいごさいきょうせん、뉴스핌 GAM배 여자바둑최강전）は、韓国の囲碁の女流棋士による棋戦。2022年に開催。4名ずつの選手が2チームに分かれ、対抗戦形式で行われる。
- 主催 韓国棋院
- 後援 ニュースピム
- 優勝賞金 3000万ウォン

## 方式
- 持ち時間は各30分、40秒の秒読み3回
- コミは6目半

## 結果
第1戦は2022年12月7-10、第2戦は12月22-24日に行われた。
- 第1戦 崔精チーム 4-0 呉侑珍チーム
  - 崔精 ○-× 金彩瑛、金侖映 ○-× 金珉舒、金恩持 ○-× 呉侑珍、許瑞玹 ○-× 朴昭律、
- 第2戦 崔精チーム 3-1 呉侑珍チーム
  - 金恩持 ○-× 金彩瑛、許瑞玹 ○-× 金珉舒、金侖映 ×-○ 朴昭律、崔精 ○-× 呉侑珍

崔精チーム 7-1 呉侑珍チーム